# Klub hokeja na ledu Sisak
Klub hokeja na ledu Sisak, prethodno Hokejaški klub Sisak, klub je hokeja na ledu iz Siska. Hokej se igra u okviru Sportsko-rekreacijskog centra Zibel.

## Povijest
U Sisku je 1930. prvi put igran hokej na ledu, a 1934. stvorena je hokejska sekcija Športskog društva Slavija. U sezoni 1938./39. klub je sudjelovao u jugoslavenskoj ligi, u Hrvatskoj diviziji s klubovima iz Zagreba, Karlovca i Varaždina.
Godine 1958. i 1959. sisački hokejaši osvajaju prvenstvo Hrvatske i postaju članovi Savezne lige. Godine 1961. postaju prvaci Hrvatske u hokeju na ledu.
U SFRJ hokej se nastavio razvijati, osobito uz podršku Sportskog društva „INA”, praćenu višestrukim osvajanjem druge lige nacionalnog prvenstva. Klub je promijenio ime u HK Sisak 2008., a u KHL Sisak 2010. godine.
Nazivi kluba kroz povijesna razdoblja:
| 1930. – 1934. | KHL Sisak                 |
| 1934. – 1938. | ŠK Slavija                |
| 1938. – 1942. | HAŠK                      |
| 1946. – 1952. | FD Naprijed               |
| 1952. – 1965. | SD Segesta                |
| 1965. – 1972. | KKHLK Segesta             |
| 1972. – 2008. | HK INA                    |
| 2008. – 2010. | HK Sisak                  |
| 2010. – danas | Klub hokeja na ledu Sisak |

## Klupski uspjesi
- Prvenstvo SR Hrvatske: 1958., 1959., 1961.[4]
- Prvenstvo Hrvatske: 2021./22., 2023./24., 2024./25.

## Vanjske poveznice
- Ledena dvorana Zibel – Službena stranica

- Eurohockey.net